# Буцманюк, Юлиан Лукич
Юлиан Лукич Буцманюк (укр. Юліан Буцманюк; 3 июля 1885, Сморжов — 30 декабря 1967, Эдмонтон) — украинский художник-монументалист, педагог, профессор.

## Биография

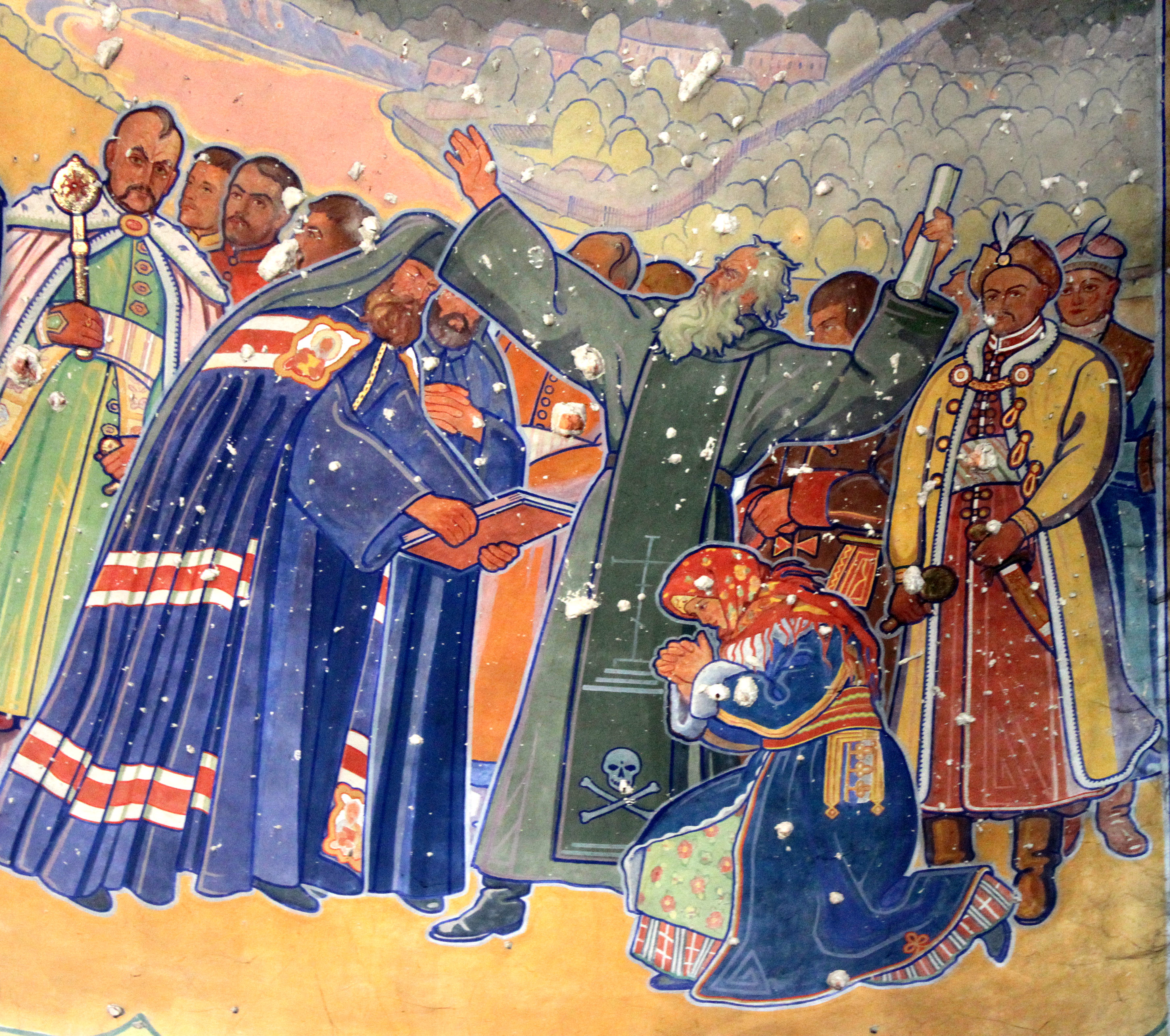
Проповедь Ивана Вишенского (роспись из монастыря Рождества Христова в Жолкве

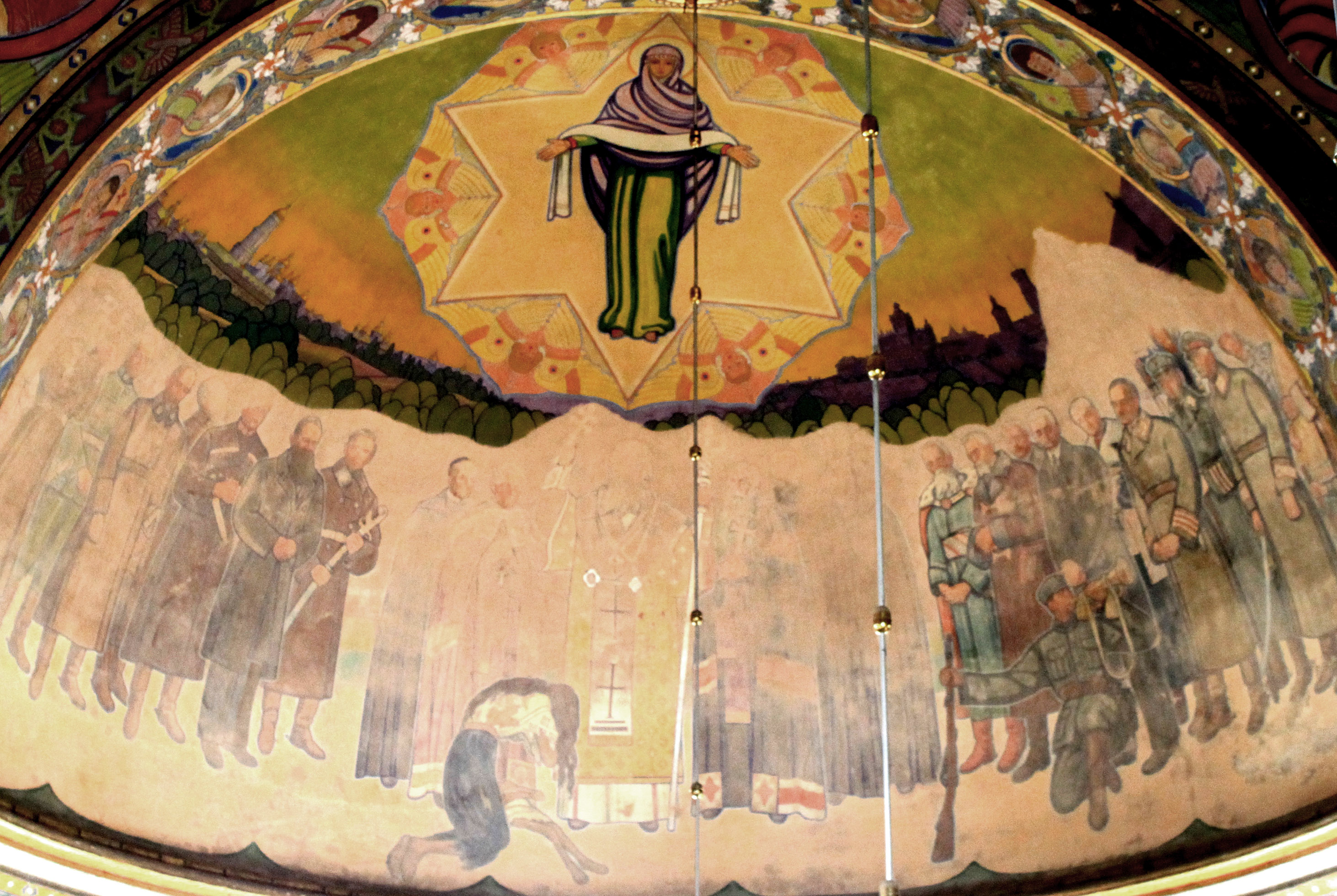
Фрагмент росписи в часовне церкви Сердца Христового.

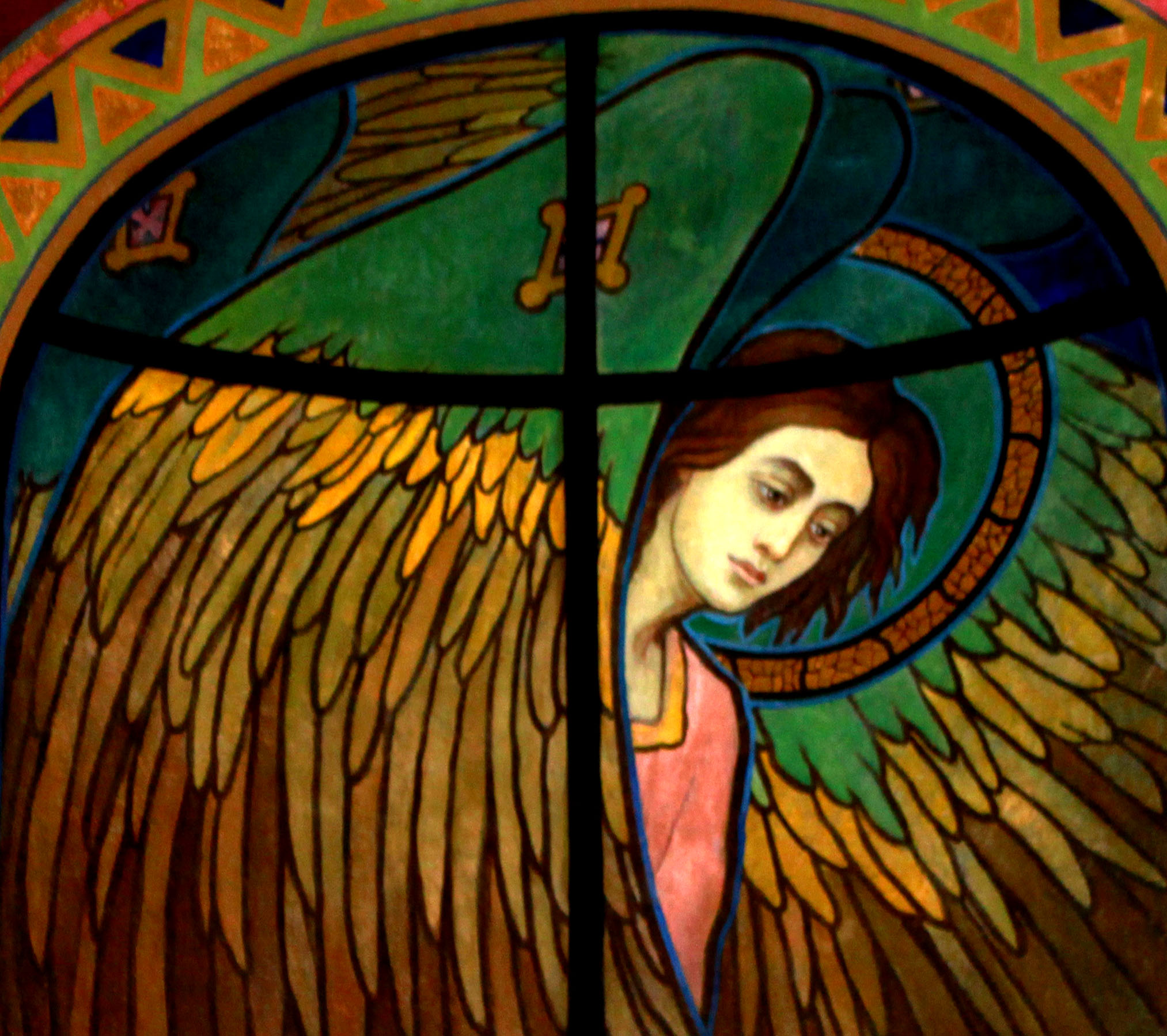
Фрагмент росписи в часовне церкви Сердца Христового.

Родился в семье сельского учителя Луки Буцманюка. В детстве посещал художественную школу. Затем работал, совершенствуя художественные навыки, пока настоятель храма в с. Конюхи на Бережанщине, в 1907 году не попросил молодого художника расписать свою церковь. Росписями настоятель был поражен, и рассказал о талантливом юном художника своему родственнику — художнику Модесту Сосенко, выпускнику Краковской Школы Искусств. Сосенко взял Буцманюка в ученики и начал поручать ему расписывать церкви: в Рыкове, Славском, позже Ю. Буцманюк участвовал в росписи кафедрального собора во Львове.
В 1910 году на молодого художника обратили внимание жолковские василиане и сделали заказ расписать маленькую часовню при храме монастыря Рождества Христова. 25-летний художник с энтузиазмом выполнил свой первый заказ и создал настоящий шедевр.
Выполненная Буцманюком работа убедила всех в его художественных талантах, и через два года его учитель М. Сосенко отправляет художника в Академию изящных искусств в Краков. Спонсором выступил митрополит Андрей (Шептицкий). Буцманюк окончил Краковскую академию (1908—1914), затем — путешествовал по Италии (без знакомства с произведениями итальянского ренессанса не мыслил себя ни один уважающий себя художник). Однако началась первая мировая война.
В 1914 году Буцманюк вступил в легион Украинских сечевых стрельцов, в котором провел всю войну, а позже — в Украинскую галицкую армию (до 1919 г.), несколько раз был ранен.
В 1920—1923 годах находился в лагерях для интернированных в Чехословакии. В 1923 поступил на учебу в пражскую академию изобразительных искусств (1923—1927), затем вернулся на родину.
С 1927 года преподавал рисование в Львове в обществе «Рідна Школа», занимался живописью. В середине 1930-х гг. расписал большую церковь Рождества Христова в Жолкве.
В 1939 году выехал в Краков, где во время второй мировой войны работал редактором украинского издательства и создал учебник по рисованию. Далее переехал в Вену и Мюнхен. В 1950 году греко-католический епископ Нил Саварин пригласил его в Канаду — расписывать украинский кафедральный собор Св. Иосафата в Эдмонтоне. Буцманюк принял предложение епископа и вместе с семьей перебрался в Канаду. Там он продолжал свои работы монументальном сакральном искусстве, писал картины, основал художественную студию, которой руководил до самой смерти в 1967 году — в возрасте 83 лет.
Участник различных выставок изобразительного искусства.
Произведения Буцманюка хранились во Львовском музее, созданном А. Шептицким. Но в 1952 году их вместе с тысячей других произведений украинских художников, в ходе борьбы с проявлениями «национализма» и «сепаратизма» по указанию партийных властей сожгли во дворе музея. В мае 2019 в Славском во время ремонта в храме УГКЦ под руководством настоятеля Андрея Петрышина были уничтожены все аутентичные росписи начала XX века, в том числе и работы Буцманюка.